# Cremação (Belém)
Cremação é um bairro da cidade brasileira de Belém. tem sua origem no antigo Forno Crematório construído durante a administração do Intendente Municipal Antônio Lemos (1897-1910). Veio junto a outras medidas de saneamento da cidade e hoje o Forno Crematório encontra-se desativado e funciona como uns dos principais logradouros de lazer do bairro.

## Malhação de Judas
Em 1970, em uma madrugada de sábado de aleluia, um grupo de amigos que se reunia na esquina da Rua Conceição (hoje Fernando Guilhon) com 14 de Março resolveu fazer um Judas, confeccionado na oficina do Sr. Manoel Rebelo de Carvalho, artesão do bairro, mais conhecido como “Mimor”. A ideia, e o boneco, deram origem a, hoje, tradicional Malhação de Judas.
O grupo de amigos, formado por 9 pessoas, criou a Associação dos Malhadores de Judas da Rua Conceição C/ 14 de Março (AMAJUC-14C). A princípio, o único boneco presente na brincadeira foi denominado de Pedro Bimbarra (Pedro do Cavaco). Com o passar dos anos, novos personagens entraram na brincadeira, tais como Ivo, o guarda-noturno, Vila Nova, o goleiro franqueiro, a bruxa da inflação e o rei do gatilho, entre outros.
Hoje a tradicional festa da Malhação de Judas reune milhares de pessoas na Avenida Fernando Guilhon, no perímetro entre Avenida Generalíssimo Deodoro e Alcindo Cacela, uma das principais vias do bairro.
Com início na sexta-feira Santa, a programação conta com várias brincadeiras, como corrida do saco, quebra-pote, entre outras, que integra familiares, amigos, moradores e ex-moradores do bairro, além de pessoas de bairros vizinhos. A festa termina ao meio dia do sábado de aleluia.

## Carnaval
A Associação Carnavalesca Xodó da Nega é a principal escola de samba do bairro da Cremação, e uma das mais tradicionais de Belém. A Agremiação foi fundada no dia 1º de Maio de 1989 (26 anos) por um grupo de amigos, que compunha a “AMAJUC14M” (Associação dos Malhadores de Judas da Rua Conceição C/ 14 de Março) a partir da tradicional festa da Malhação de Judas.
Tendo origem como bloco carnavalesco, a Associação Carnavalesca Xodó da Nega participou pela primeira do desfile oficial do carnaval de Belém em 1990 com o enredo “Rapsódias Carnavalescas”. Na ocasião, a Agremiação integrou o Grupo B na categoria bloco carnavalesco, e levou 700 brincantes para a avenida. No ano seguinte, com o enredo “Do bonde a Malhação, eis aqui a Cremação”, de autoria da comissão de carnaval, a escola de samba conquistou o primeiro lugar do Grupo B.
Em 2007, a Xodó da Nega fez um de seus mais célebres carnavais. Integrando o primeiro grupo, a Agremiação levou para a avenida uma homenagem a festa do Auto do Círio com o enredo “O Xodó da Nega celebra o Auto do Círio no drama, na fé e no carnaval”, de autoria de Miguel Santa Brígida.
Em 2011, com o enredo “A Praça é nossa”, em homenagem à Praça da República, de autoria do carnavalesco Marco Antônio da Conceição Alcântara, a Xodó da Nega sagrou-se campeã do Grupo B, conquistando o acesso ao Grupo Especial. Porém, no ano seguinte, tendo como enredo “Todo mundo nasce nu, mas de roupa é mais bonito”, a Xodó da Nega acabou rebaixada.
Em 2014, após conquistar o vice-campeonato no ano anterior, a Associação Carnavalesca Xodó da Nega sagrou-se campeão do Grupo B do carnaval de Belém, retornando ao Grupo Especial, com o enredo “Pombas e Glórias de 25 anos de História”, em homenagem aos seus 25 anos.
Em 2015, com o enredo “Negra África, negra a raça da mulher guerreira”, a Xodó da Nega ficou em sexto lugar, entre as oito escolas, do Grupo Especial do carnaval de Belém.
Atualmente, a Associação Carnavalesca Xodó da Nega é presidida por Açussena Cantanhede.

## Paróquia de São Miguel
Há 51 anos a Paróquia de São Miguel Arcanjo vem atuando nas atividades de Responsabilidade Social junto à comunidade do bairro da Cremação. Com serviços como o atendimento de enfermagem para grávidas até o sexto mês e ajuda na confecção de enxovais até o oitavo mês, atendimento às crianças de zero a quatro anos e orientação e capacitação de jovens com cursos de qualificação, entre os quais os cursos de informática, desenvolvido em parceria com o Infocentro da Cremação, instalado nas dependências da Paróquia.

## Principais vias

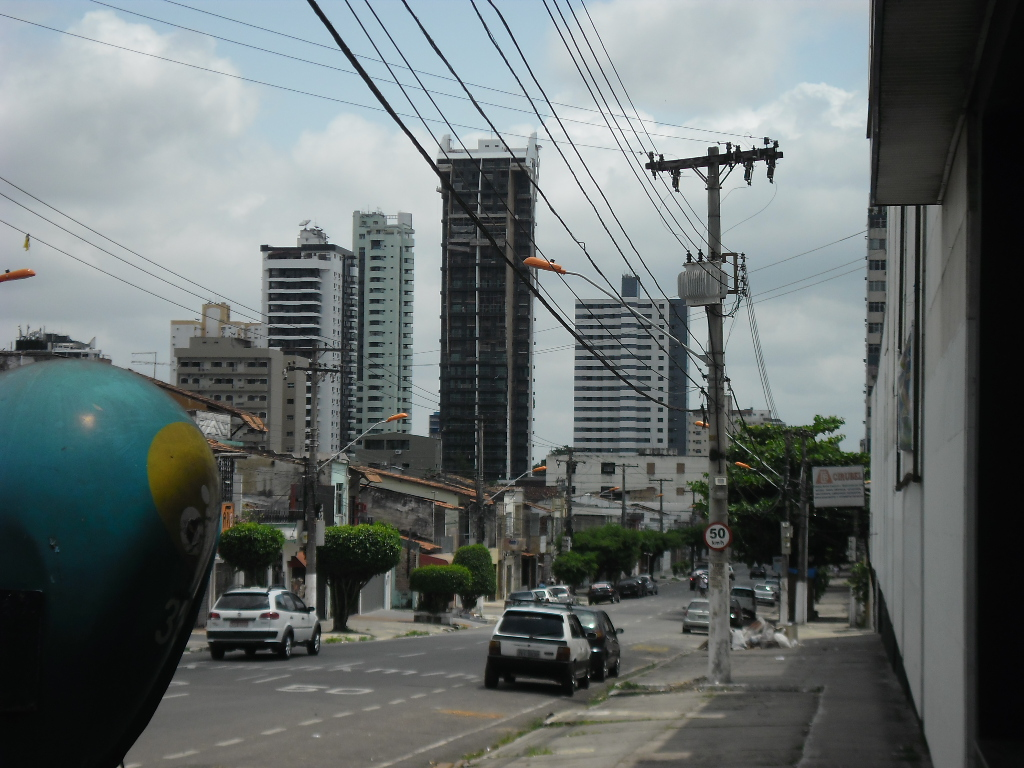
Travessa 09 de Janeiro.

- Avenida Alcindo Cacela – (Principal avenida do bairro, é aonde estão situadas as principais igrejas do bairro, estão também situados os principais supermercados do bairro, a principal praça do bairro, o posto de saúde do bairro e o colégio Mário Chermont, escola mais tradicional do bairro. Interliga os bairros do Umarizal, Pedreira, Fátima, São Brás e Nazaré a locais como o bairro de Batista Campos, o bairro do Jurunas, o bairro da Condor, o Porto da Palha, e a Universidade Federal do Pará.)
- Rua Engenheiro Fernando Guilhon – (Segunda via mais importante do bairro. É a via usada para interligar o bairro da Cremação aos bairros do Guamá, Jurunas e Batista Campos, em conjunto com a Avenida Alcindo Cacela. É nela que é realizada a famosa Malhação de Judas, todos os anos, na semana santa.)
- Travessa 09 de Janeiro – (Ganhou bastante relevância com o fim parcial do sentido duplo da Avenida Alcindo Cacela, pois faz o sentido inverso. Muito útil para ligar o bairro da Cremação aos bairros de São Brás, Pedreira, Marco, Nazaré, Souza e Entroncamento. O Colégio Stélio Maroja fica situado nela e também a principal praça do bairro)
- Rua dos Pariquis – (Sua utilidade é ligar o bairro da Cremação aos bairros de Batista Campos, Jurunas e Guamá.)
- Rua São Miguel – (A feira do bairro fica situada nela. É bastante importante no transito, pois ela é utilizada no binário da Alcindo Cacela.)
- Rua dos Mundurucus – (Outra importante via do bairro. É a via com maior quantidade de linhas de ônibus também. É aonde ficam as principais farmácias do bairro.)
- Rua dos Caripunas – (Possui sentido inverso em relação a Rua dos Pariquis. Principal via de acesso do bairro da Cremação para o Cemitério Santa Isabel)

## Principais linhas de ônibus
| Linha | Nome                      | Empresa        | Tarifa  | Principais pontos do trajeto no bairro                                                   |
| ----- | ------------------------- | -------------- | ------- | ---------------------------------------------------------------------------------------- |
| 113   | Cremação ↔ Estrada Nova   | Guajará        | R$ 3,60 | Av. Alcindo Cacela                                                                       |
| 230   | Pedreira ↔ Felipe Patroni | Nova Marambaia | R$ 3,60 | R. dos Pariquis - Av. Alcindo Cacela                                                     |
| 307   | UFPA ↔ Padre Eutíquio     | Guajará        | R$ 3,60 | Av. Alcindo Cacela                                                                       |
| 631   | Marex ↔ Ver-o-Peso        | Rio Guamá      | R$ 3,60 | Av. Engenheiro Fernando Guilhon - Tv. 09 de Janeiro                                      |
| 308   | UFPA ↔ Alcindo Cacela     | Guajará        | R$ 3,60 | Av. Alcindo Cacela - R. São Miguel - Tv. 09 de Janeiro                                   |
| 114   | Cremação ↔ Alcindo Cacela | Guajará        | R$ 3,60 | Av. Alcindo Cacela - R. São Miguel - Tv. 09 de Janeiro                                   |
| 229   | Pedreira ↔ Condor         | Nova Marambaia | R$ 3,60 | Av. Alcindo Cacela - R. São Miguel - Tv. 09 de Janeiro - Av. Engenheiro Fernando Guilhon |
| 317   | Guamá ↔ Pátio Belém       | Rio Guamá      | R$ 3,60 | R. dos Pariquis                                                                          |